# Hygrotus unguicularis
Hygrotus unguicularis är en skalbaggsart som först beskrevs av George Robert Crotch 1874.  Hygrotus unguicularis ingår i släktet Hygrotus och familjen dykare. Inga underarter finns listade i Catalogue of Life.